# Шоггот

Иллюстрация в журнале «Astounding stories»

Шогготы (англ. Shoggoths) — вымышленные существа в повести «Хребты Безумия» Говарда Лавкрафта, которые после фигурировали в произведениях последователей «Мифов Ктулху». Шогготы представляют собой аморфных существ, состоящих из амебовидной протоплазменной массы с множеством глаз на поверхности. Шогготы невероятно сильны и способны изменять форму, формируя временные органы, адаптируясь к любым задачам. Старцы создали Шогготов как расу слуг, но в конечном итоге они восстали против своих хозяев. Шогготы упоминаются в повестях Лавкрафта «Тень над Иннсмутом» (1931) и «Таящийся у порога» (1933).

## Описание

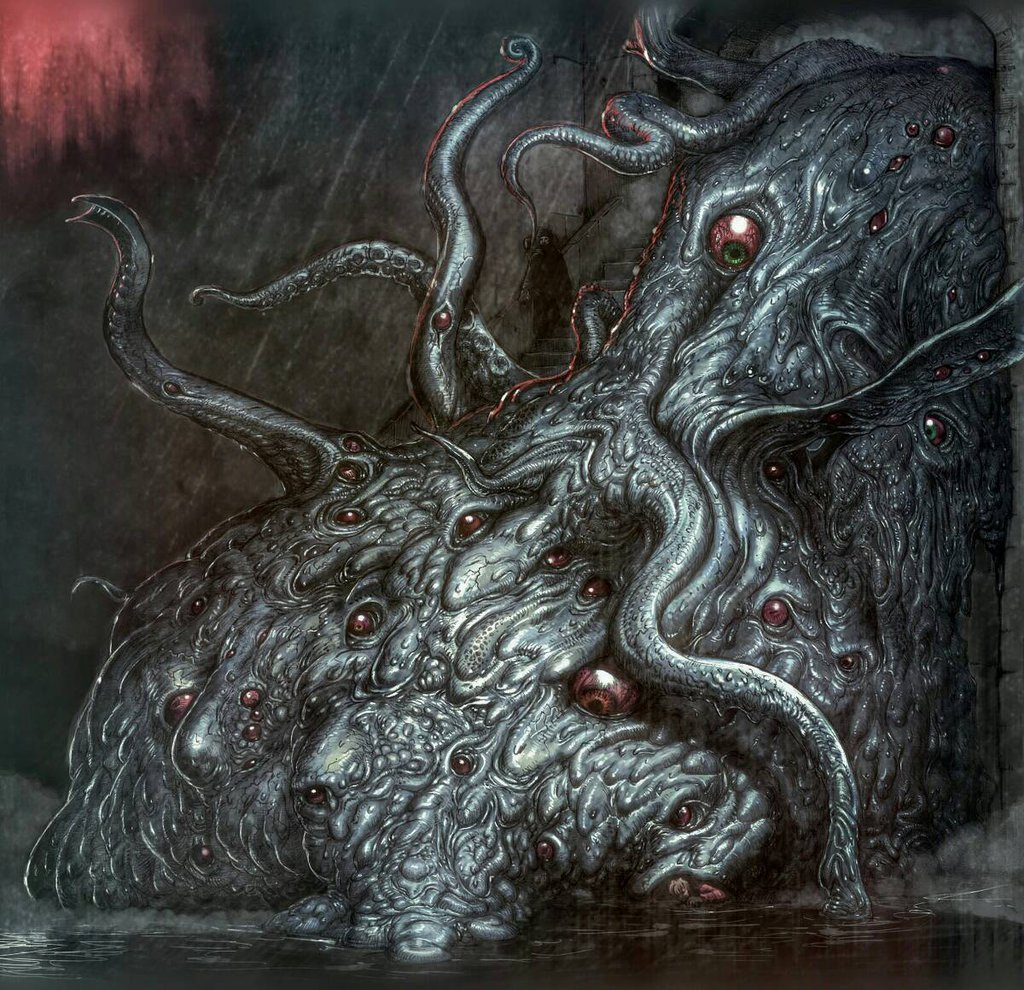
Фанатский рисунок шоггота

Шогготы подробно описываются в повести Лавкрафта «Хребты Безумия» (1931). 
Шогготы — это аморфные существа, которые не имеют определенной формы, они выглядят как многоклеточная протоплазма, что состоит из желеподобной пузырчатой вязкой массы. Они похожи на сгусток самоформирующейся студенистой плоти, несмотря на непостоянство которой, у них имеется относительно стабильный мозг. Средний Шоггот, который принимает форму сферы, имеет около пяти метров в диаметре, но существуют особи большего или меньшего размера. Шогготы меняют форму, очертания, объем: то уничтожая, то создавая органы слуха, зрения, речи, во всем подражая хозяевам, — Старцам. Шоггот способен принимать любые органы или формы, которые считает необходимыми в данный момент либо подчиняясь командам под гипнозом Старцев. Развиваясь на протяжении многих миллионов лет, Шогготы обрели собственную волю и способность противостоять гипнозу Старцев. В своем обычном состоянии Шогготы, как правило, имеют бурлящее изобилие глаз, непрестанно появляющихся на поверхности всполохами слабого зелёного света, ртов и псевдоподий. 
Благодаря ложным органам речи производят широкодиапазонный свист, идентичный звукам, благодаря которым общались Старцы. Звук напоминает свист ветра и должен соответствовать крику «Текели-ли!» огромных белых птиц из романа «Повествование Артура Гордона Пима из Нантукета». 
Шогготы могут развивать невероятную скорость, в движении они сравнимы с поездом, приближающемся к кому-то, стоящему на путях. Шоггот может убивать врагов, окутывая их и поглощая внутрь себя с силой, достаточной для обезглавливания своих жертв. Именно так они сражались с Потомками Ктлуху, а позже и со Старцами во время восстания. Шогготы испускают темную слизь и ужасное, непреодолимое зловоние, достаточно сильное, чтобы полностью замаскировать отчуждающий запах, характерный для всех существ из иных миров («Извне»).

## Вдохновение
В повести «Хребты Безумия» говорится, что Шоггот может принять даже форму животного и скопировать их повторяющийся крик «Текели-ли! Текели-ли!» (из рассказа «Артура Гордона Пима», Эдгара По).
Ещё один предлагаемый источник вдохновения — роман Эдгара Берроуза «У земного ядра» (1914), в котором высокоразвитая раса рептилий Махар жила в Полой Земле. Критик Уильям Фулвилер писал: «подумайте о сходстве Махара Берроуза и Старцев Лавкрафта; Обе расы сочувственно представлены, несмотря на жестокое обращение с людьми», «это крылатые, доминирующие расы с паучьими ногами; они талантливы в области генетики, инженерии и архитектуры. Обе расы создали людей и используют их в качестве скота. Махар даже использует разновидность слуг, известных как Саготы (англ. Sagoths).

## История
Несколько миллиардов лет назад, раса Старцев заселила Землю и создала первые виды жизни. Они создали Шогготов в качестве рабской силы для выполнения тяжелой работы — строительства монументальных городов на суше и в океанах, которыми славились Старцы. Их способность формировать свое тело по мере необходимости делала их идеальными живыми строительными машинами. Затем Шогготов использовали для охраны и участия в битвах на стороне Старцев. Известно, что они были феноменально сильные и только их малое количество для врагов помешала выиграть войну Старцев против Потомков Ктулху. Армии Ктулху брали каждого Шоггота числом, рассеивая его на мельчайшие частицы. Старцы отдавали приказы Шогготам с помощью телепатической связи, подавляя их своим высокоразвитым интеллектом. Хотя Шогготы умные, они редко используют свой интеллект — большую часть своих проблем они решают с помощью своего размера и других физических качеств. 
На протяжении миллионов лет Шогготы безвольно служили Старцам. Они были созданы безмозглыми, но потом мутировали и медленно развивали сознание, и даже периодически становились непослушными. Со временем эти создания переняли язык хозяев, и развили собственный интеллект. Самые умные Шогготы осуществили ряд восстаний, которые были подавлены тогда еще сильной расой Старцев. Затем, ослабленные враждой с Потомками Ктулху и звездной расой Ми-го, загнанные в океан, Старцы не смогли дать должного сопротивления Шогготам и их раса пришла в упадок. В конце концов Шогготы убили Старцев и заняли их города, которые сами строили для Старцев. Архитектура городов имитирует пятиконечную симметрию Старцев.

## Последователи «Мифов Ктулху»

### Брайан Ламли
Брайан Ламли в повести «Роющие Недра» пишет, что шогготам удалось выжить в современную эпоху, особенно в Антарктиде и в самых глубоких частях мирового океана. Раса гуманоидных земноводных существ, известных как Глубоководные, известна тем, что вступает в союз с шогготами или использует их, иногда называемых «Морскими шогготами».

### Другие
Уолтер С. ДеБилл-младший в повести «Опасное наследие» пишет, что Ми-го тоже проводили свои собственные эксперименты с шогготами, выполняя «трансплантацию разума» шогготам, чтобы создать укрощенную породу, которую они смогут легко  контролировать телепатически. Получившиеся в результате гибриды Ми-Го и Шоггота называются «Гхол» или Гхол-тварь (англ. Ghol-things).

## В культуре
Ридли Скотт, режиссер фильма «Чужой», указывает на повесть Лавкрафта, как один из источников вдохновения.
В настольной игре «Dungeons & Dragons» существа «Беремучие бормотатели» вдохновлены шогготами.
В видеоигре «Bloodborne» существо The Brain of Mensis был вдохновлен шогготами.
В видеоигре «The Elder Scrolls 5: Skyrim»: даэдра Хермеус Мора имеет физическое воплощение, вдохновленное шогготами.
В видеоигре «League of Legends»: чемпион онлайн-игры Чо'Гат назван в честь шогготов.
В видеоигре «Legacy of Kain» главный злодей является монстром, вдохновленным образом шогготов.
В мультфильме «My Little Pony: The Movie»: злодей Смуз, по крайней мере, частично вдохновлен шогготами.
В двух книжных циклах Александра Рудазова «Архимаг» и «Яцхен» шогготы присутствуют в качестве боевой единицы Лэнга. В цикле «Архимаг» главные герои вступают в прямое противостояние с шогготами.
Так же используется в третьей книге книжного цикла Дмитрия Дашко "Лучший из худших". Главной герой из-за стечения обстоятельств вынужден делить своё тело с шогготом-паразитом. Забавные приключения и общие враги, со временем, делают их друзьями.

### Метафора ИИ
С появлением больших языковых моделей шоггот стал известной метафорой для искусственного интеллекта: процесс мышления ИИ неизвестен и чужд людям и потенциально опасен, а попытки сделать ИИ более человечным (например, посредством RLHF) достигают лишь видимости понятного и близкого людям поведения.